# Aeroportul Afyon
Aeroportul Afyon (IATA: AFY, ICAO: LTAH) este un aeroport din Turcia.
Situat la o altitudine de 1.009 m, aeroportul dispune de o singură pistă.